# Boll (Hechingen)
Boll ist ein Stadtteil von Hechingen im Zollernalbkreis in Baden-Württemberg (Deutschland).

## Geographie
Das Dorf liegt unmittelbar unterhalb des Albtraufs, dem nördlichen Steilabfall der Schwäbischen Alb. Es liegt am nordöstlichen Fuße des Zollers (858 m ü. NHN), unterhalb des Zeller Horns (913 m ü. NHN) und des Raichbergs (957 m ü. NHN) auf einer Höhe von 550 m ü. NHN. Am Zeller Horn entspringt der durch das Dorf fließende Zellerbach, östlich des Dorfes im Friedrichstal entspringt der Reichenbach, der das Dorf rund 300 Meter nördlich passiert und dort den Zellerbach aufnimmt. Die Gemarkungsfläche des Dorfes beträgt 1148 Hektar.

### Nachbarorte
Folgende Orte grenzen an Boll, sie werden im Uhrzeigersinn beginnend im Norden genannt und gehören zum Zollernalbkreis:
Stetten, Schlatt, Jungingen, Starzeln, Onstmettingen, Thanheim und Zimmern.

## Geschichte

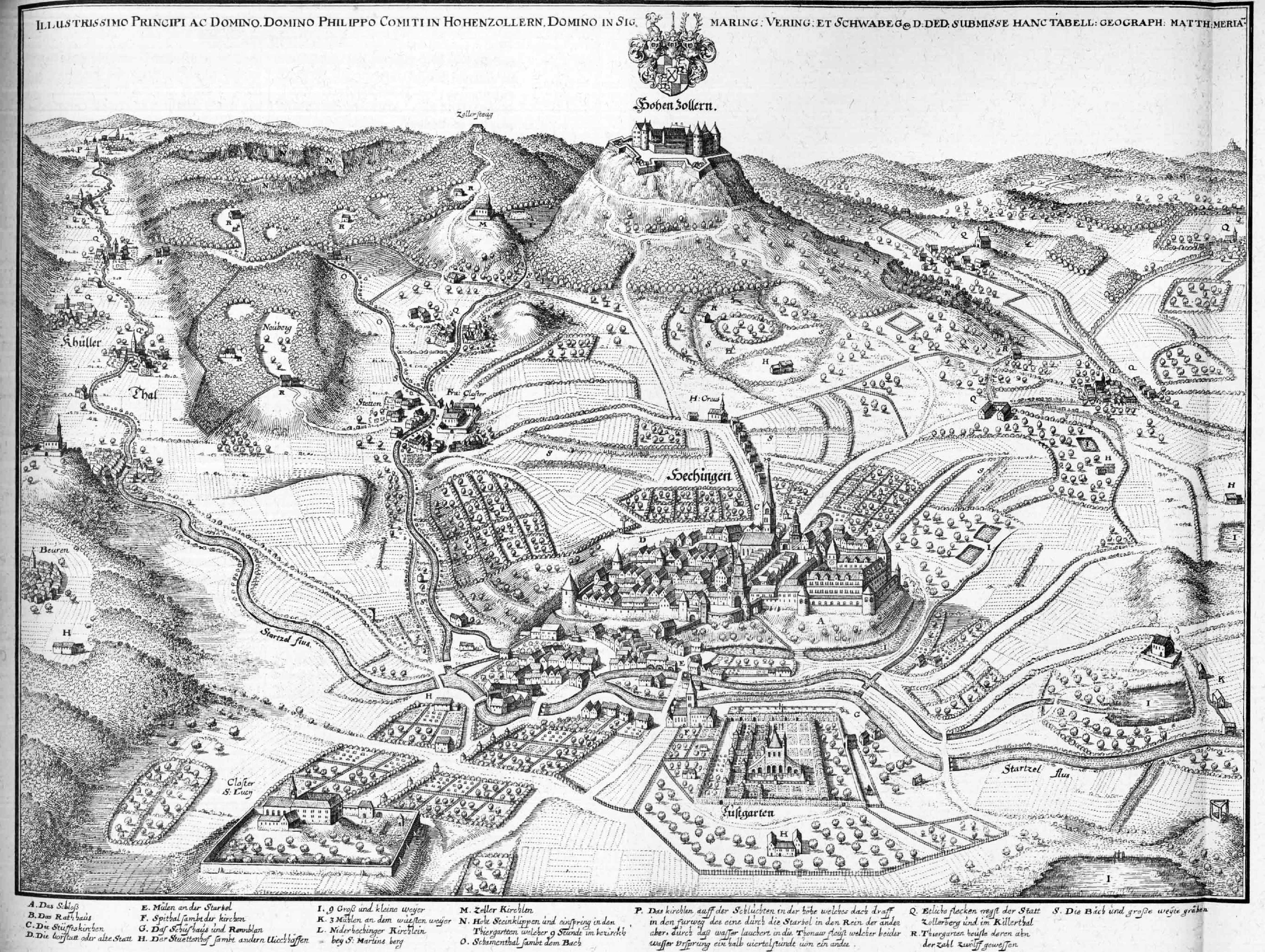
Burg Hohenzollern mit Hechingen, gut zu erkennen der Bollemer Hausberg Wingenrain links unterhalb der Burg, links daneben Boll.
(Kupferstich von Merian, um 1650)

Urkundlich tauchte der Name des Dorfes erstmals in einem Vertrag des Klosters Zwiefalten im Jahre 1266 auf, wesentlich später als die meisten anderen Orte der Grafschaft Zollern. Hechingen wurde beispielsweise bereits 786 in einer Urkunde des Klosters St. Gallen erwähnt.
Am nördlichen Steilhang des Zeller Horns befand sich die Burg Zell aus dem 13. Jahrhundert an der Stelle der heutigen Wallfahrtskirche Maria Zell. Dort befand sich auch eine im 15. Jahrhundert abgegangene Siedlung namens Zell. Die Herren von Zell waren lange vor der Landannahme durch die Hohenzollern Besitzer des Landes um den Zollerberg.
In der Mitte des 14. Jahrhunderts verkaufte der Bollemer Ortsadel, die Herren von Boll, seine Besitzungen und Rechte im Dorf. In der Zeit des Niedergangs der Grafschaft Hohenzollern von 1415 bis 1429 war das Dorf an Württemberg verpfändet. Im Bickelspergschen Lagerbuch von 1435, das eine genaue Beschreibung des Besitzes und der daraus ableitenden Rechte der Zollerngrafen enthält, erscheint der weitaus größte Teil des Ortes jedoch wieder im Besitz der Hohenzollern.
Im 16. Jahrhundert gehörte Boll zum Amt Stetten. 1544 lebten in Boll rund 170 Personen in 35 Familien. Die Nähe zur Burg Hohenzollern brachte dabei keineswegs immer Vorteile. Besonders im Dreißigjährigen Krieg zogen die Belagerungen der Burg Hohenzollern auch das Dorf am Fuße des Berges in Mitleidenschaft: plündernde Soldaten und Requirierungen waren an der Tagesordnung. Das ging auch an der Bevölkerungszahl nicht spurlos vorüber. Im 18. Jahrhundert dürfte der in ziemlicher Armut darbende Ort kaum mehr als 40 Einwohner gehabt haben. Eine deutliche Verbesserung für die gesamte Infrastruktur brachte der 1838 fertiggestellte Fahrweg nach Hechingen. Zuvor hatte es nur einen Fußweg gegeben und der letzte Teil des Wegs nach Boll musste durch den Zellerbach getätigt werden. Der wirkliche Fortschritt hielt aber erst nach dem Übergang von Hohenzollern-Hechingen an Preußen 1850 Einzug. Boll gehörte nun zu den Hohenzollerischen Landen. Der Übergang brachte weit reichende finanzielle und wirtschaftliche Verbesserungen, die auch an der stetig wachsenden Bevölkerungszahl abzulesen waren. 1880 hatte Boll bereits 682 Einwohner.
Bei der Gebietsreform in Baden-Württemberg wurde Boll am 1. April 1972 in die Stadt Hechingen eingegliedert.

## Politik

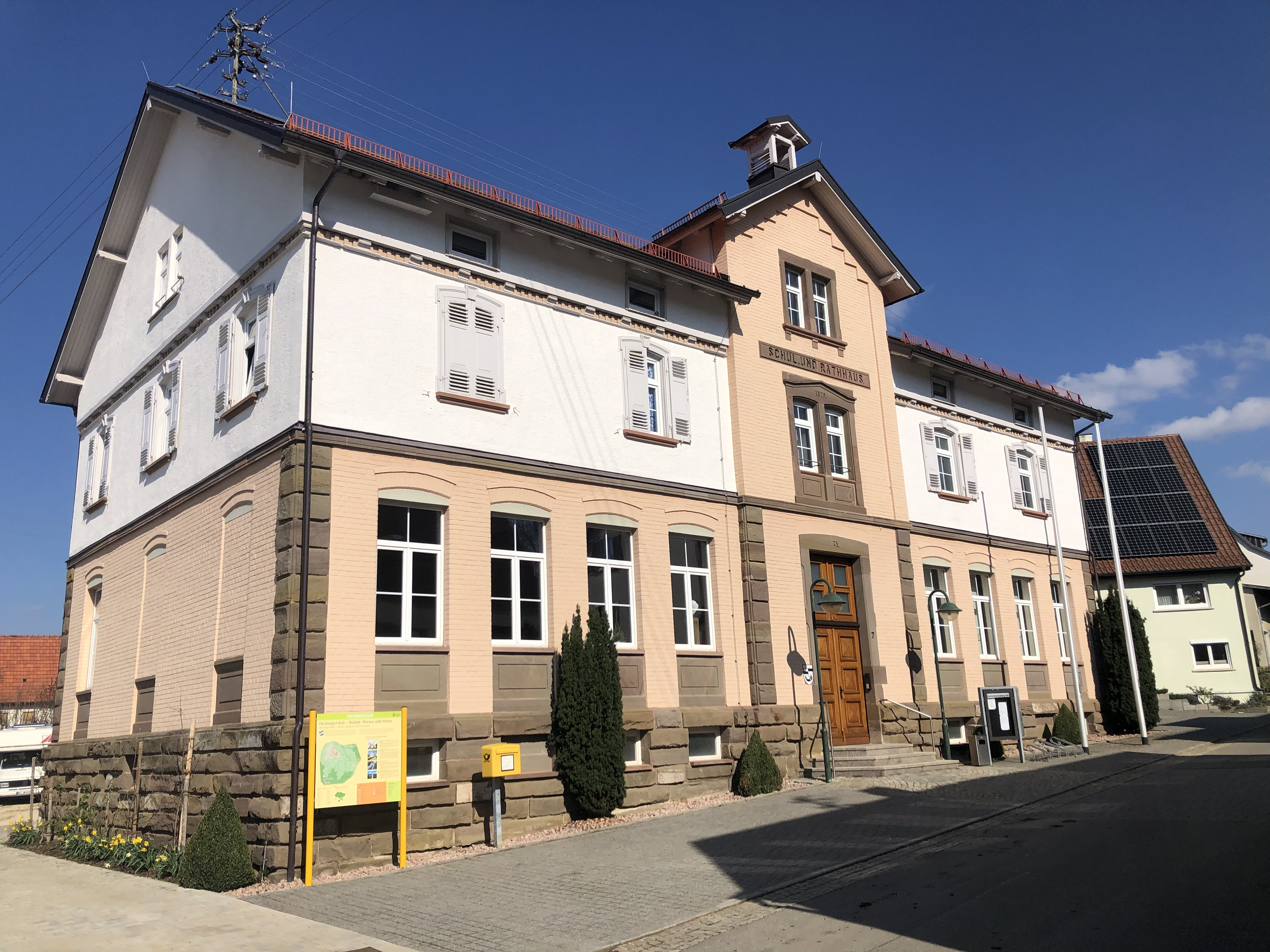
Schul- und Rathaus Boll

Bis zur Märzrevolution 1848 wurde vom Fürst von Hohenzollern-Hechingen ein Vogt zur Verwaltung Bolls eingesetzt, seitdem gibt es Wahlen. Heute wird ein Ortschaftsrat aus sieben Mitgliedern gewählt, die Ortsvorsteherin ist Meta Staudt (Stand 2023).

### Wappen
Unter von Silber und Schwarz geviertem Schildhaupt in Silber ein schwarzes Hirtenhorn mit schwarzer Fessel.

## Kultur und Sehenswürdigkeiten

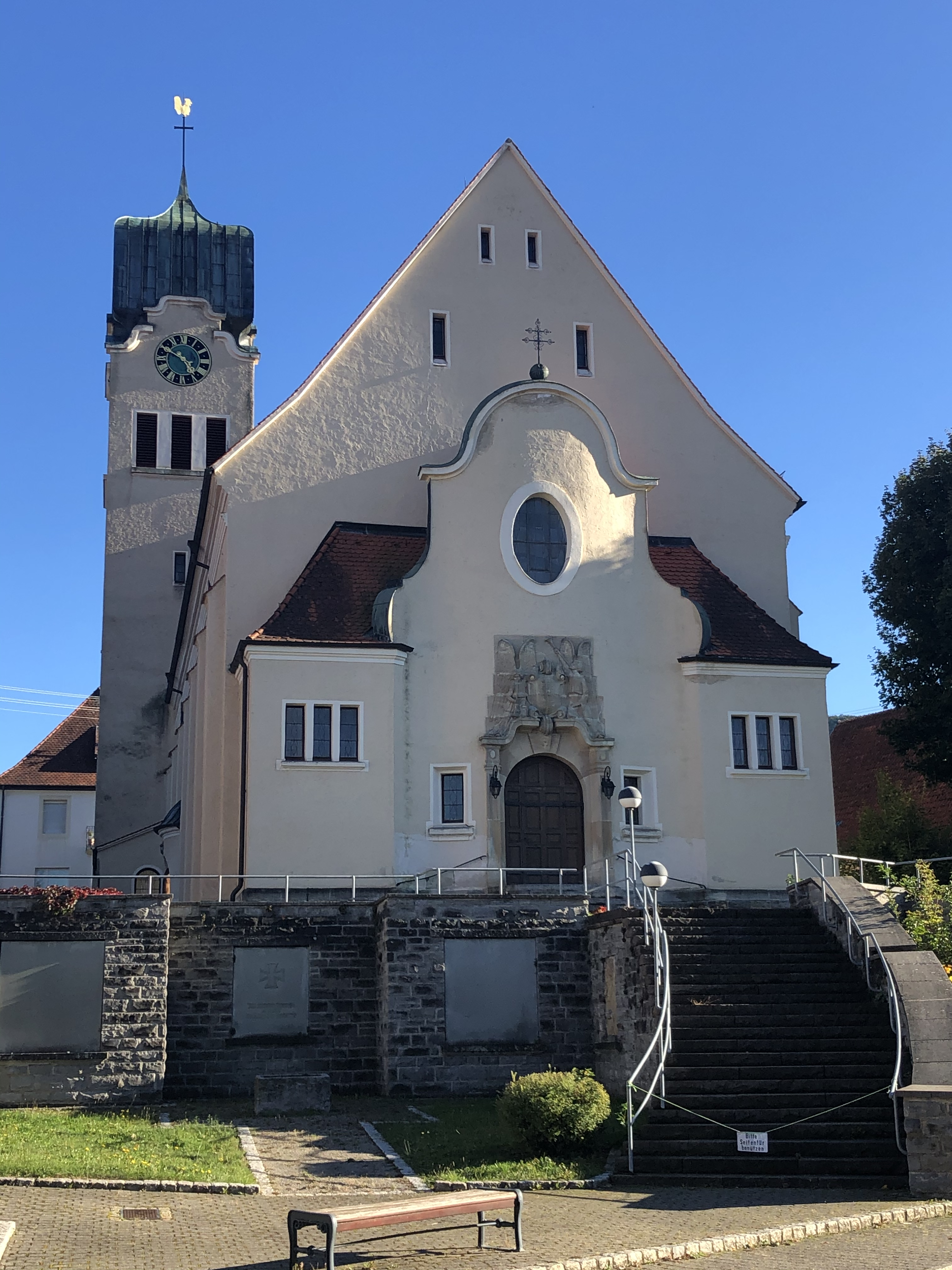
St. Nikolaus

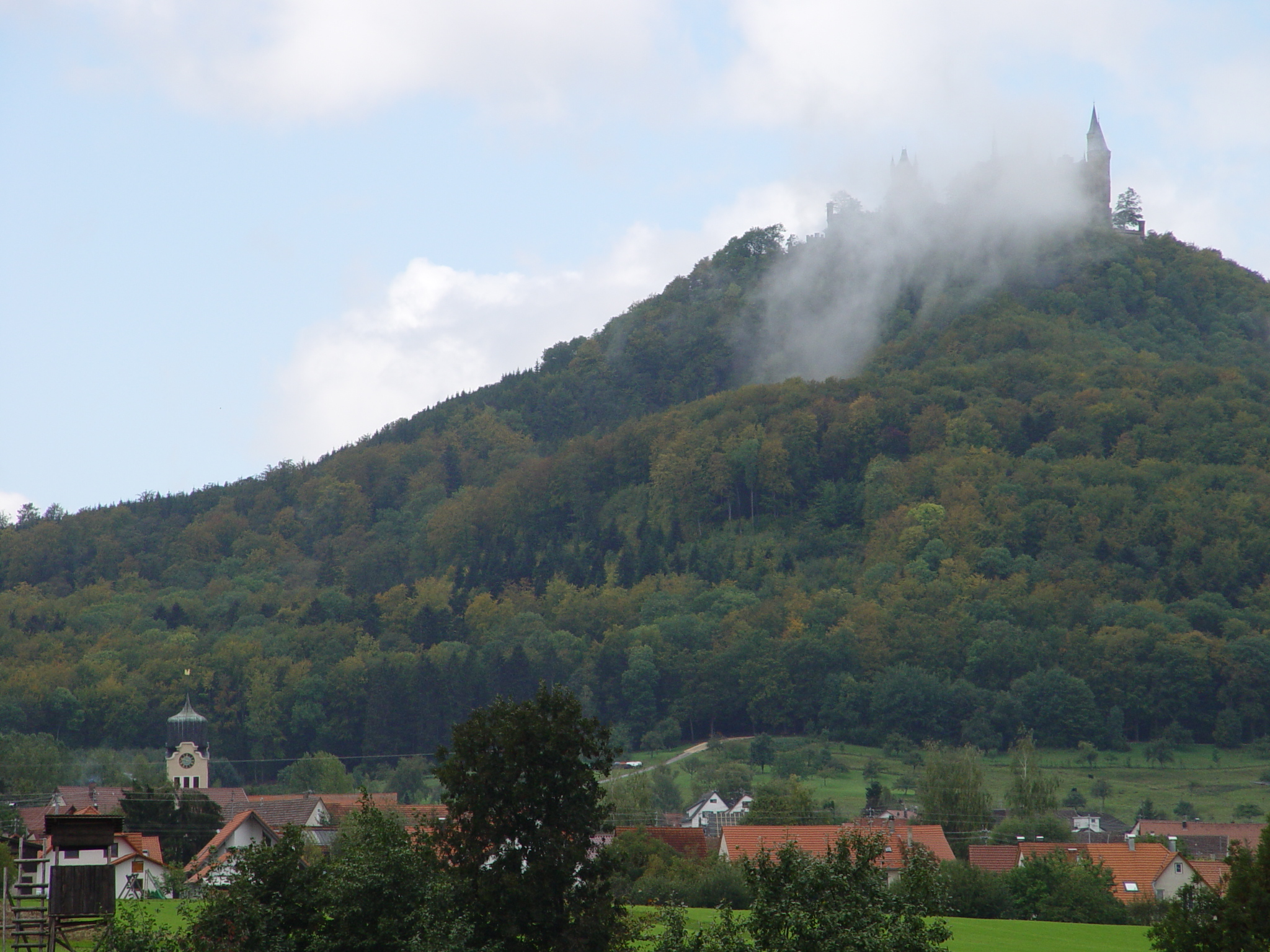
Das Dorf Boll am Fuße der Burg Hohenzollern
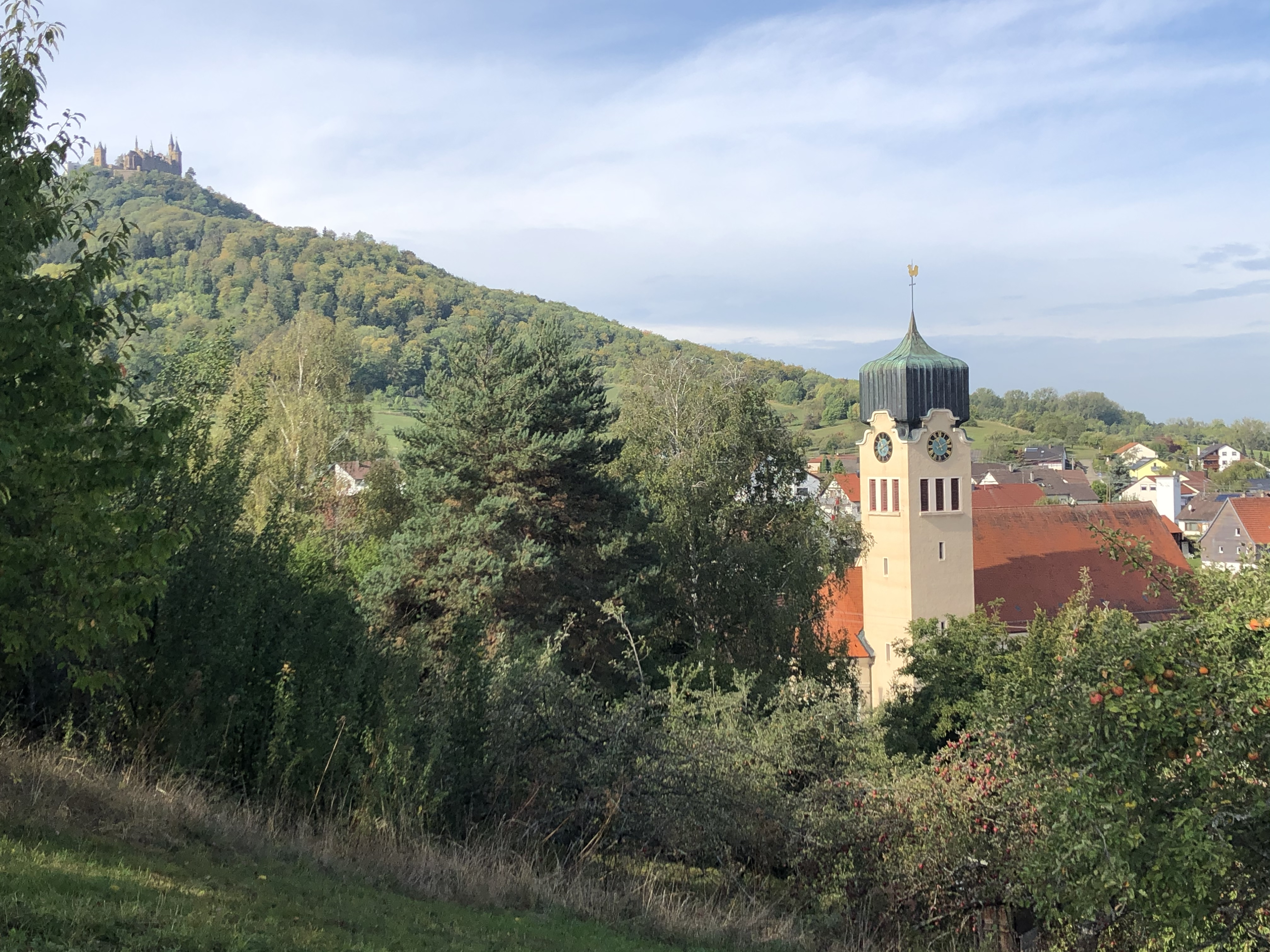
Die Pfarrkirche St. Nikolaus vom Wingenrain aus
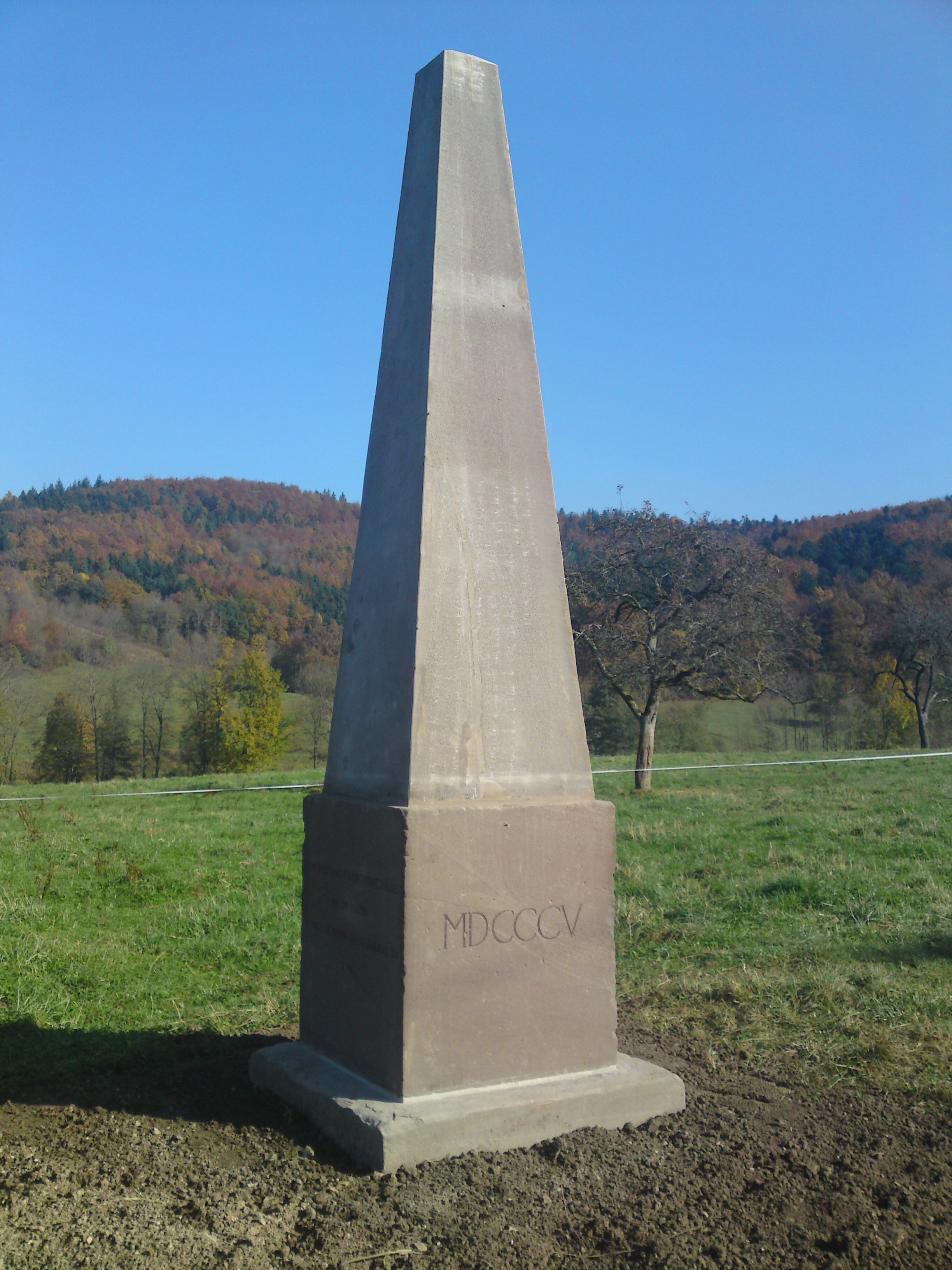
Obelisk für das ehemalige Jagdschloss Friedrichstal
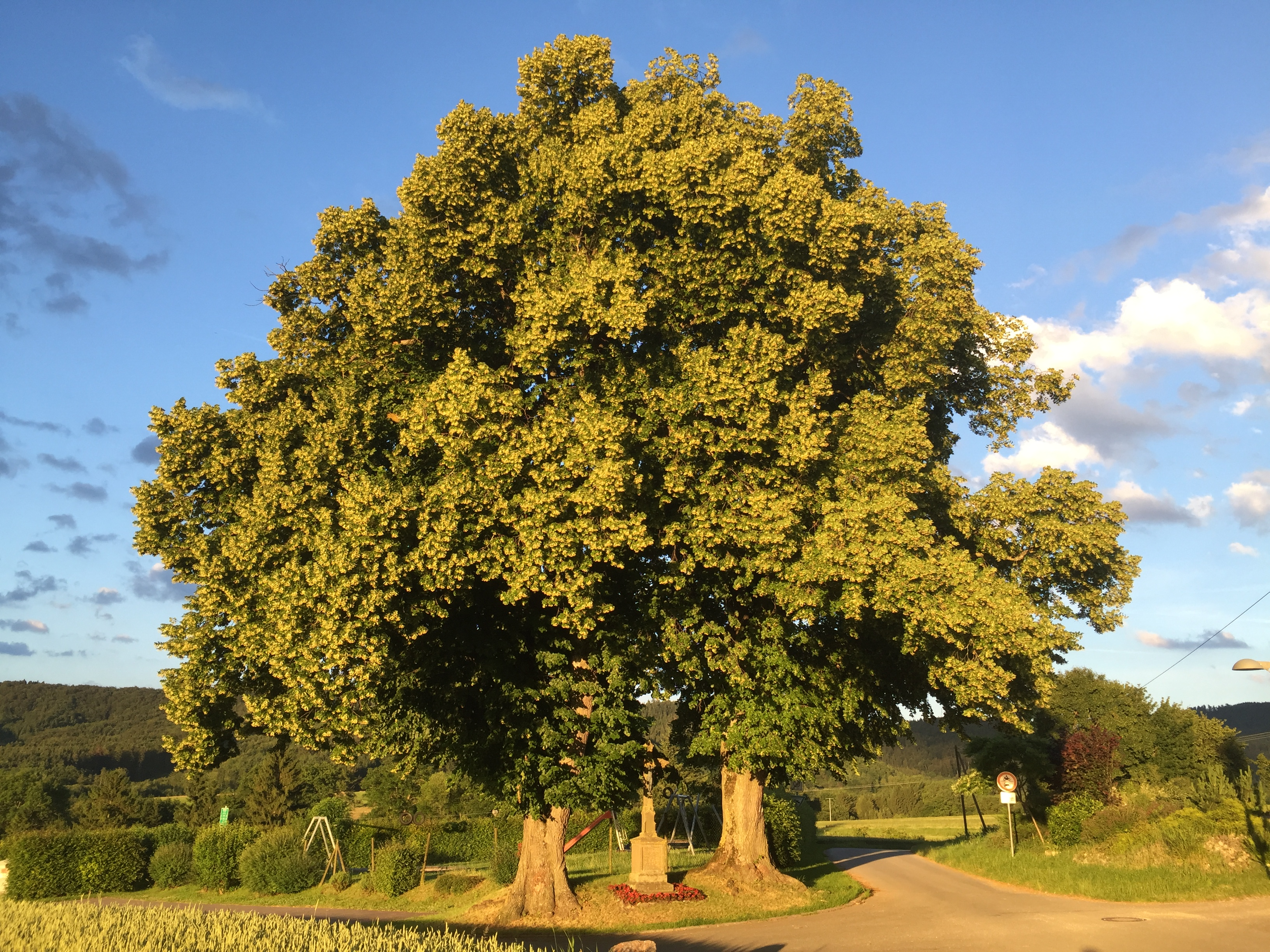
Naturdenkmal Zwei Linden

## Wirtschaft und Infrastruktur
In Boll existierte früher eine der größten Gärtnereien Baden-Württembergs. Heute befinden sich im Dorf einige kleine Firmen und Handwerksbetriebe. Des Weiteren existieren zwei Gasthöfe.

### Verkehr
Die K7109 verbindet Boll mit Hechingen und Stetten. Der ÖPNV wird durch den Verkehrsverbund Neckar-Alb-Donau (naldo) gewährleistet. Der Ort befindet sich in der Wabe 332. Es gilt der Stadttarif Hechingen.

## Söhne und Töchter
- Otto Daiker (1911–1968), Motorradrennfahrer